# A Bridge Too Far (boek)
A Bridge Too Far is een non-fictieboek van de Iers-Amerikaans journalist en historicus Cornelius Ryan uit 1974. 
Het boek verhaalt Operatie Market Garden, waarvan de Slag om Arnhem een sleutelmoment was uit september 1944 in de Tweede Wereldoorlog. Ryan deed grondig bronnenonderzoek om een zo accuraat mogelijk beeld te geven van de gebeurtenissen voor en tijdens de slag om de brug, en liet zich daarbij onder meer adviseren door een belangrijke getuige uit het Duitse leger, Wilhelm Bittrich.
Het boek werd uitgegeven door de uitgevers Simon & Schuster, New York en Hamish Hamilton, Londen in hardcover en paperback en telde 672 pagina's. De bestseller werd meermaals heruitgegeven en was nog succesvoller dan de andere boeken van Ryan, The Longest Day en The Last Battle.
Het boek was de basis van de film A Bridge Too Far van Sir Richard Attenborough uit 1976.
Ryan zou het succes van zijn laatste boek, en de daaruit volgende film niet meer meemaken: hij overleed enkele maanden na de verschijning van A Bridge Too Far.